# 小笠原隆章
小笠原 隆章（おがさわら たかあき）は、戦国時代から安土桃山時代にかけての武将。石見小笠原氏の家臣。父は小笠原長徳、兄は小笠原長雄。

## 生涯
石見小笠原氏当主である小笠原長徳の子として生まれ、石見小笠原氏の一門として、父・長徳、兄・長雄、長雄の子・長旌の三代に仕えた。
天正19年（1591年）、小笠原長旌になかなか後継となる男子が生まれなかったため、小笠原長旌の娘を小笠原長親に嫁がせ、長親を長旌の後継とすることが定められた。この時、小早川隆景、福原広俊、口羽春良、妙寿寺周泉が連署で石見小笠原氏の年寄衆に書状を送った際の宛名に隆章も含まれていた。なお、隆章以外の宛先は、小笠原元枝、小笠原下野守、志谷長通、小笠原長秀の四名。
以後の動向は不明で、没年も不詳。